# Vernoux-sur-Boutonne

Vernoux-sur-Boutonne este o comună în departamentul Deux-Sèvres, Franța. În 2009 avea o populație de 149 de locuitori.